# Автоматичний пістолет Стєчкіна
Автоматичний пістолет Стєчкіна (АПС) — автоматичний пістолет під набої 9×18 мм з кобурою-прикладом, що міг вести вогонь як одиночними пострілами, так і автоматично. За створення цього пістолета І. Я. Стєчкин був нагороджений Сталінською премією.

## Історія
Автоматичний пістолет Стєчкіна був розроблений наприкінці 1940-х — на початку 1950-х років та прийнятий на озброєння Радянської Армії у 1951 році.
Він призначався для озброєння, як особиста зброя деяких категорій військовослужбовців, які згідно штату не озброювалися автоматом Калашникова, карабіном СКС, або пістолетом системи Макарова.
До таких категорій відносилися, наприклад, члени екіпажів танків та бойових машин, розрахунки гармат (артилеристи), гранатометники, кулеметники станкових кулеметів, шифрувальники та певна категорія офіцерів. При цьому справедливо вважалося, що пістолета ПМ не буде достатньо для їх самооборони у випадку бойового зіткнення з супротивником.

## Особливості
У порівнянні з пістолетом Макарова АПС забезпечував більшу вогневу силу та бойову ефективність, за рахунок більшої місткості магазина та більшої довжини ствола. Окрім цього, для підвищення точності стрільби до пістолета додавалася кобура-приклад, яка може кріпитися до руків'я пістолета.
За необхідності, АПС дає можливість вести автоматичний вогонь, при цьому, завдяки наявності уповільнювача темпа вогню, пістолет залишається досить керованим.
Пістолет АПС побудовано на основі принципу дії автоматики - з вільним затвором. Курковий ударно-спусковий механізм подвійної дії дозволяє відкриття вогню як самозведенням так і попереднім ручним зведенням курка. Ручний запобіжник розташований на затворі і у безпечному положенні блокує ударник та затвор. Окрім цього, запобіжник виконує роль перемикача режима вогню, дозволяючи вибирати режим одиночних пострілів, або автоматичного вогню - чергами. Інерційний уповільнювач темпу стрільби розташований у руків'ї.

Приціл оригінальної конструкції має установки для прицілювання на відстань 25,50,100 та 200 метрів.
Сталевий магазин з дворядним розташуванням патронів вміщує 20 набоїв. Фіксатор магазина розташовано у нижній частині руків'я.

## Тактико-технічні характеристики АПС
- Калібр — 9 мм;
- Довжина — 225 мм;
- Довжина ствола — 140 мм;
- Маса зі спорядженим магазином, кг 1,22
- Маса кобури-приклада, кг 0,56
- Місткість магазина — 20-25 набоїв;
- Бойова скорострільність одиночними пострілами — 40 п/хв.;
- Бойова скорострільність чергами — 90 п/хв[1].
- Темп вогню 700 - 750 п./хв.

## Відгуки фахівців та особливості конструкції
Більша частина західних довідників описує АПС як громіздкий, складний.  Це зрозуміло, адже виробництво «Стечкіна» відноситься до початку 50-х років. Більш того, цей пістолет ніколи не продавався в країни Варшавського договору. І вже тим більше в країни третього світу, крім випадків, коли вони дарувалися найбільш дружнім правителям інших країн.
Пістолет Стечкіна трохи завеликий, особливо в порівнянні з пістолетом Макарова, але при цьому зручно лежить в руці і простий у використанні. Для стрільби з АПС використовуються пістолетні патрони 9×18 мм. Вони менш потужні, ніж стандартний 9-мм пістолетний патрон типу «Парабелум».  При стрільбі короткими чергами, легко вражається грудна мішень на дальності до 25 м.
АПС було розроблено для спеціальних підрозділів, у тому числі КДБ і МВС. Спеціальними підрозділами, він використовується до цього часу. Так, при арешті болгарського розвідника в Голландії, у кабіні його вантажівки, знайшли заряджений «Стєчкін».
Автоматика цього пістолета працює за принципом використання енергії віддачі вільного затвора. Оскільки радянський 9-мм пістолетний патрон не наділений великою потужністю, використання схеми "вільного затвора" цілком виправдано. В момент пострілу, затвор закритий і утримується на місці за рахунок своєї маси і під дією тиску зворотньої пружини. Під зворотнім тиском порохових газів які штовхають кулю у каналі ствола, затвор рухається назад, долаючи опір зворотньої пружини. Під час руху затвора - назад, викидається стріляна гільза і курок - знову зводиться у бойове положення. Зворотна пружина стискається і повертає затвор у переднє положення, відбувається досилання патрона в патронник і замикання затвора. Якщо перемикач вогню встановлений в положення автоматичної стрільби, курок автоматично спускається, завдаючи удару по ударнику, як тільки затвор закрився.
Як і чехословацький автоматичний пістолет «Скорпіон», пістолет Стєчкіна існує і у варіанті пістолета для безшумної стрільби (ПБС). Хоча 9-мм патрон робить російський пістолет більш ефективною зброєю порівняно зі «Скорпіоном». Спецназ КДБ СССР, штурмував палац Президента Аміна в Афганістані в 1979 році, саме з пістолетами Стєчкіна.
Зазначимо, що пристрій для безшумної стрільби - не впливає на прицільні якості зброї. Замість дерев'яної кобури-прикладу, безшумна версія «Стєчкіна» забезпечена складним металевим прикладом. Це дає можливість, спеціальним підрозділам, використовувати цю компактну автоматичну зброю.
На пістолеті Стечкіна є прицільні пристрої з можливістю установки на 25, 50, 100 або 200 м. Перемикач режимів вогню, одночасно, виконує функцію запобіжника. За рахунок сили тиску бойової пружини на курок, яка трохи сповільнює спуск курка, досягається темп стрільби, при якому пістолет легко контролювати в руці. Курок, певною мірою виконує функцію амортизатора, гальмуючи рух затвора назад, на завершальній стадії пострілу. І хоча цей пістолет є одним з найкращих у своєму роді, у плані контролю, навіть під час автоматичної стрільби - у нього є один недолік. Для автоматичної зброї, важлива можливість швидкої підзарядки. Тут її немає, - через розміщення фіксатора обойми на основі руків`я.
При темпі стрільби 700 пострілів на хвилину, 20-зарядний магазин АПС спорожнюється - за дві секунди.
Радянська схильність до розміщення фіксатора обойми в дуже незручному місці, йде ще від пістолета Токарєва — ТТ, часів Другої Світової Війни. Тоді, офіцери, часто скаржилися, що з ТТ - постійно, випадково випадає магазин. І вже на пістолетах Макарова, фіксатор перенесли вниз, де вона краще утримує обойму.
Причиною, з якої в СРСР припинили виробництво АПС, стала занадто висока собівартість виготовлення цього пістолета.
- За високу якість - потрібно платити стільки, що це було не під силу навіть «плановій економіці без інфляції». Тому проблему вирішили просто: зробивши необхідну кількість пістолетів, складальні лінії закрили.

Як зазначають західні збройові експерти, якби «Стечкін» був визнаний невдалим, пістолети б відправили в Африку або Азію, - партизанам. Таке вже ставалося з застарілими пістолетами-кулеметами і знятими з озброєння СКС, які роздавали направо і наліво в 50-60-ті роки.
Пістолет Стечкіна (особливо його безшумна версія), залишився зброєю для спеціальних операцій і зустрічається досі.

## Бойове застосування

### Російсько-українська війна
Поблизу населеного пункту Димер на Київщині спецпризначенці ГУР МО України знищили колону Росгвардії. Залишені окупантами в розбитих машинах документи 748 окремого батальйону оперативного призначення Росгвардії (в/ч 6912, м. Хабаровськ) серед яких був атестат з переліком наявної в підрозділі зброї. В переліку було названо, зокрема, автоматичний пістолет Стєчкіна АПС (50 одиниць) а також пістолети Макарова, ГШ-18, Яригіна, та один Glock 17.

## Варіанти
- Dracula md. 98 (також відомий як Pistolul model 1998) — румунська копія АПС. Відрізняється від оригіналу довшою рамкою з планкою під дульним зрізом, яка дозволяє прикріпити запасний магазин і використовувати його як передню рукоятку.[3]

## Цікаво
- В АПС використовується досить рідкісне для пістолетів рішення — магазин з дворядним виходом патронів. Самі ж патрони розташовані в шаховому порядку, дворядними. Така система вимагає правильного поєднання і конструкції всіх елементів системи, таких як от: кут скосу патронника і форма магазина, а також дуже точного їхнього виготовлення. При цьому, великою перешкодою була форма самого патрона 9×18 мм. Стєчкин, витратив дуже багато зусиль при проектуванні і доведенні до безвідмовного функціонування системи, що забезпечує подачю патронів. Але в результаті, — він домігся надійності роботи навіть в екстремальних умовах експлуатації. Навіть в теперешній час, найбільші європейські та американські виробники короткоствольної зброї використовують більш надійні, при подачі, магазини з однорядним виходом, але менш зручні при спорядженні і більш складні у виготовленні.
- АПС був одним із улюблених видів зброї кубинського революціонера Че Гевари (про що свідчать чисельні фото з цим пістолетом).
- Оскільки АПС виявився дорогим у виробництві, досить громіздким для носіння штабними офіцерами і при цьому ж, не настільки потужним, як автомат, — при безпосередньому боєзіткненні, було прийняте рішення йти шляхом зменшення масо-габаритних показників автомата. Результатом оголошеного конкурсу на розробку такої зброї став автомат із складеним прикладом АКС-74У.